# Аксенихинский сельсовет
Аксенихинский сельсовет — сельское поселение в Краснозёрском районе Новосибирской области Российской Федерации.
Административный центр — село Аксениха.

## История
Статус и границы сельского поселения установлены Законом Новосибирской области от 2 июня 2004 года № 200-ОЗ «О статусе и границах муниципальных образований Новосибирской области»

## Население
| 2002 | 2010 | 2012 | 2013 | 2014 | 2015 | 2016 |
| ---- | ---- | ---- | ---- | ---- | ---- | ---- |
| 914  | ↘670 | ↘635 | ↘596 | ↘588 | ↗590 | ↘576 |
| 2017 | 2018 | 2019 | 2020 | 2021 |      |      |
| ↘556 | ↘534 | ↘518 | ↘502 | ↘484 |      |      |

## Состав сельского поселения
| № | Населённый пункт | Тип населённого пункта       | Население |
| - | ---------------- | ---------------------------- | --------- |
| 1 | Аксениха         | село, административный центр | ↘586      |
| 2 | Ганино           | посёлок                      | ↘84       |

### Упразднённые населённые пункты
Осиновая Дубрава посёлок, упразднён в 1978 году.